# Janusz Merkel
Janusz Merkel (ur. 1953 we Wrocławiu) – polski artysta malarz, kolorysta, rysownik. Doktor habilitowany nauk o sztukach pięknych.
Absolwent Państwowej Wyższej Szkoły Sztuk Plastycznych we Wrocławiu, gdzie w latach 1981–1986 studiował malarstwo i rysunek w pracowni prof. Józefa Hałasa, oraz malarstwo w architekturze i urbanistyce, w pracowni prof. Mieczysława Zdanowicza. Od 1989, pracownik naukowo-dydaktyczny Akademii Sztuk Pięknych we Wrocławiu.

## Twórczość
Jego twórczość charakteryzuje eksploracja geometrycznie prostych, abstrakcyjnych form, w których największą rolę odgrywają: subtelna kolorystyka i stworzenie wrażenia miękkiej, włóknistej struktury materii plastycznej, a także poszukiwanie wizualnych środków ekspresji naturalnego porządku i spokoju.  Poszukiwania te, poza technikami z użyciem farb olejnych i akrylowych, zaprowadziły go także w dziedzinę kolażu.